# Eduard Štorch

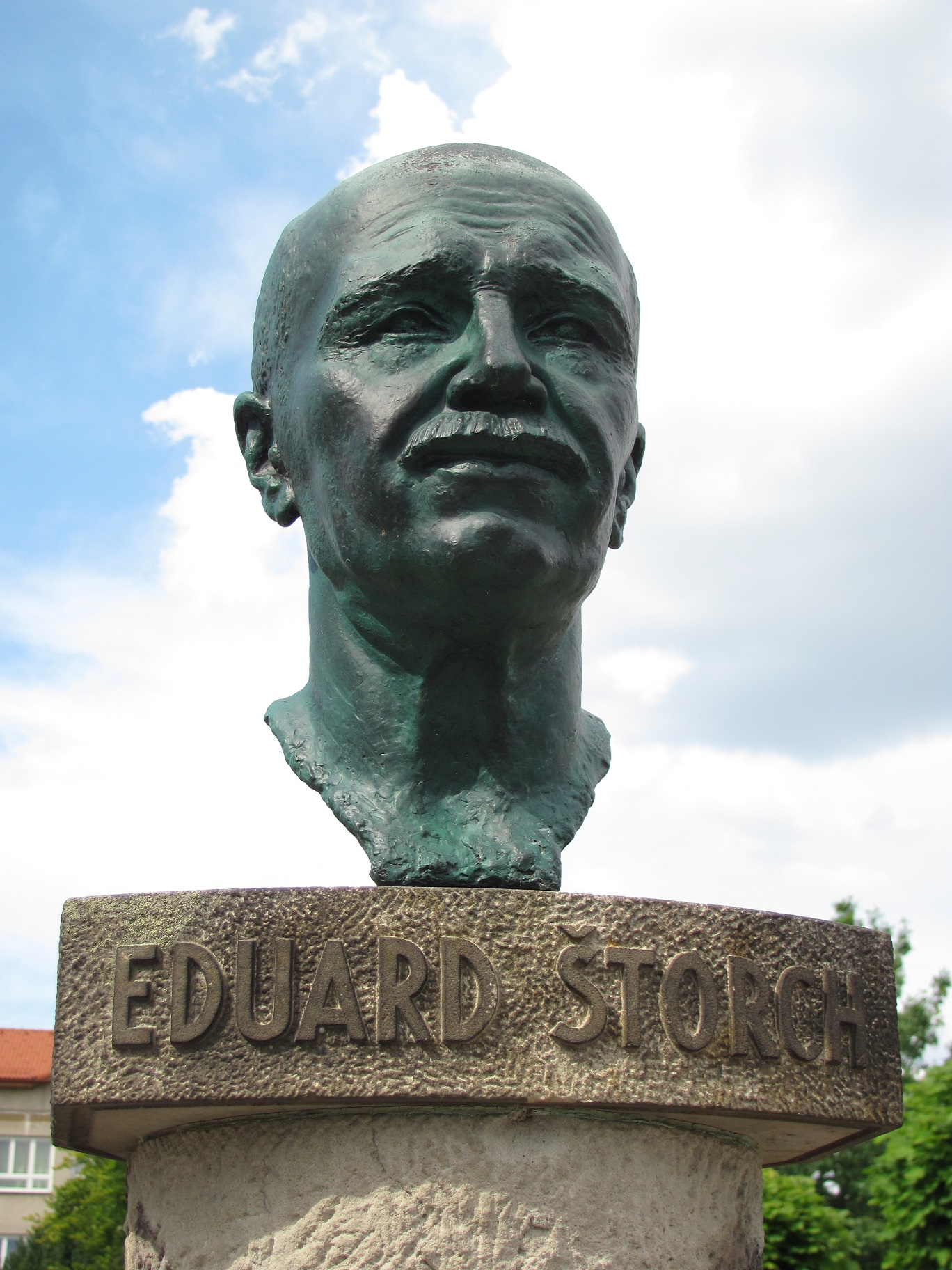
Pomnik pamięci pisarza w Ostromierzu

Eduard Štorch (ur. 10 kwietnia 1878 r. w Ostromierzu, zm. 25 czerwca 1956 r. w Pradze) – czeski pedagog, pisarz i archeolog. Zasłynął jako autor przeznaczonych dla młodzieży licznych powieści o pradziejach ziem czeskich.

## Życie
Urodzony we wsi Ostromierz (Ostroměř) pod Horzycami (Hořice) w rodzinie pracownika nadzoru technicznego, często zmieniającej miejsce pobytu. Ukończył gimnazjum i wyższą szkołę pedagogiczną w Hradec Králové. Następnie podjął pracę jako nauczyciel w różnych miejscowościach Czech, a od r. 1903 – w Pradze, gdzie spędził większość życia. W latach 1919-21 przejściowo był inspektorem szkolnym w Bratysławie. Jako zamiłowany pedagog, w latach 20. poświęcał większość wolnego czasu młodzieży i organizowaniu jej zajęć pozaszkolnych. Szczególnie zajmował się dziećmi zaniedbanymi; prowadził m.in. ośrodek wychowawczy na wyspie praskiego przedmieścia Libeň (1926-34). Był współautorem 3-częściowego podręcznika historii dla szkół średnich (1935).
Pod koniec lat 30. wskutek wynikłych schorzeń i konieczności leczenia, a zwłaszcza gdy przeszedł ostatecznie na emeryturę (1939), zajął się aktywniej pracą literacką. W 1933 r. nabył domek w miejscowości Lobeč koło Mielnika, gdzie najchętniej wypoczywał i pisał. W 1936 otrzymał prywatną nagrodę za literaturę dla młodzieży, w 1948 – nagrodę m. st. Pragi im. Boženy Němcovej za zasługi w podnoszeniu poziomu kulturalnego narodu. Swe zbiory archeologiczne przekazał w latach 20. Muzeum Narodowemu, a spuściznę pisarską i bibliotekę zmuszony był w latach 50. oddać muzeum miejskiemu w Horzycach po odebraniu mu przez władze domku w Lobeču i pozbawieniu go części mieszkania w Pradze.
Stopniowo zaniechał twórczości wskutek postępującego inwalidztwa, niechęci okazywanej mu odgórnie oraz trudnej sytuacji rodzinnej (inwalidztwo żony). Pochowany został w Lobeču – miejscu akcji jego ostatniej powieści historycznej Minehava (1950). W roku 2010 otwarto tam jego muzeum.

## Twórczość beletrystyczna
W kręgu niezwykle szerokich zainteresowań Štorcha (nawet fotografiką) leżała nie tylko pedagogika (zwłaszcza reforma systemu edukacji i oświaty historycznej) oraz działalność publicystyczna, lecz także biologia i etnografia, a przede wszystkim archeologia. Wiedzę w tym zakresie zyskał głównie jako samouk i w wyniku samodzielnych badań prowadzonych w okolicach Pragi i Lobeča. Pobierał też nauki u znanego archeologa Lubora Niederle. Efekty tego wykorzystał w twórczości beletrystycznej dla młodego pokolenia, pisząc łącznie 19 powieści o charakterze dydaktyczno-przygodowym, ukazujących odległą przeszłość ziem czeskich – od wczesnej epoki kamienia (paleolitu) aż po wczesne średniowiecze. Niektóre z nich ilustrował Zdeněk Burian – sławny malarz i ilustrator specjalizujący się w tematyce przedhistorycznej. 
Ponadto Štorch opublikował z tej tematyki 10 prac o charakterze naukowym (1901-21) oraz bardzo wiele artykułów oświatowo-popularyzatorskich w czasopismach i gazetach. Używał m.in. pseudonimów Edus Štorchus i Ciconius Troglodytus.

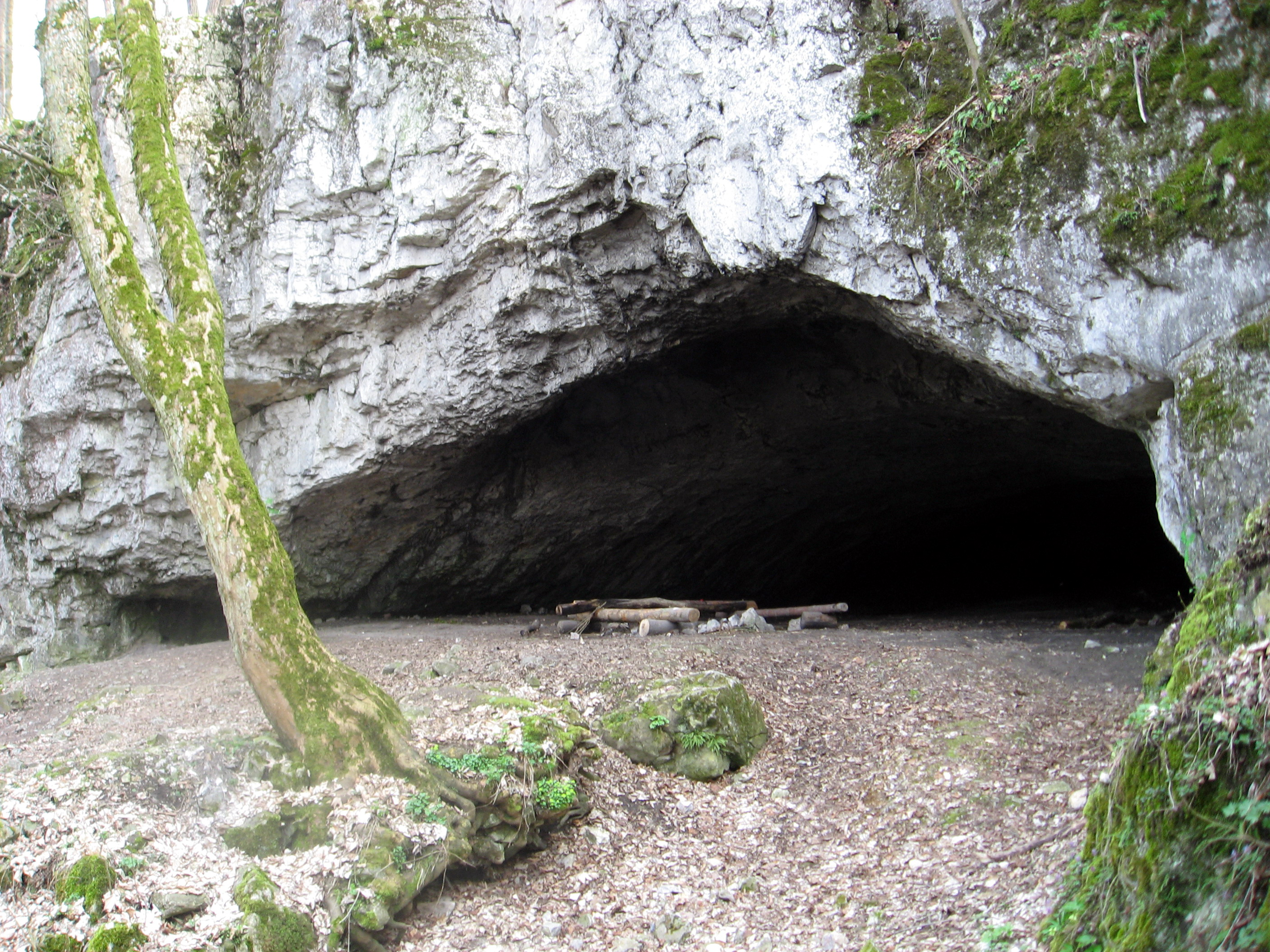
Jaskinia Pekárna na Morawach – miejsce akcji jednej z powieści

Nie wzbudzającym żywszego zainteresowania debiutem literackim była opowieść z epoki brązu pt. Uczeń czarnoksiężnika (1910). Wśród późniejszych do najbardziej znanych i (częściowo) tłumaczonych na języki obce należą:
- Łowcy mamutów („Lovci mamutů”) – powieść z epoki paleolitu, powstała 1918, uwspółcześniona 1937 [skrótowo kontynuowana niewydaną u nas powieścią „Lovci mamutů ještě po pěti letech” (1939)]
- Nad Wielką Rzeką („U Veliké řeky”) – powieść o ludziach z doliny Wełtawy na przełomie epoki neolitu i brązu (1932)
- Osada Kruków („Osada Havranů”) – powieść o życiu w okolicach Pragi w czasach paleolitu (1930; przetworzona 1954)
- Brązowy skarb („Bronzový poklad”) – powieść z epoki brązu zainspirowana znaleziskiem koło Nečínu (1932)
- Ród woła („Volání rodu”) – opowieść o praojcu Czechu (1934)
- Zlomený meč („Złamany miecz”) – powieść z epoki żelaza o walkach plemion Markomanów z Rzymianami (1932)
- Hrdina Nik („Nik bohater”) – powieść z czasów państwa Samona i najazdów Awarów (1947) [wyd. przedwojenne pt. „Junackou stezkou” (1934)]

Fabułę swych utworów Štorch opierał na ograniczonej ówczesnej wiedzy naukowej, choć nierzadko po latach przetwarzał je i uwspółcześniał. Motywem twórczym były niekiedy jego własne znaleziska archeologiczne. Nigdy nie został zaakceptowany przez środowisko fachowców, które zarzucało mu nieumiejętność oddzielenia warstwy popularnonaukowej i beletrystycznej od faktografii ściśle naukowej. Bohaterami jego powieści były najczęściej dzieci, z którymi małoletni odbiorca mógłby się utożsamiać jako z wzorami odwagi, poświęcenia, życzliwego stosunku do ludzi i przyrody, patriotyzmu i pragnienia swobodnego życia. Stąd do dziś większe docenienie w Czechach jego postaci i twórczości w pedagogice niż w innych dziedzinach. 
Trzy powieści doczekały pośmiertnie ekranizacji jako cykl „Trylogia o pradziejach” w reż. Jana Schmidta: 
Na veliké řece (1977), Osada Havranů (1977) oraz Volání rodu (1978).

### Wydania polskie
Wszystkie polskie edycje ukazywały się w przekładach Jadwigi Bułakowskiej.
- Łowcy mamutów – 1949 (b. n. wyd., Mikołów); 1951, 1952, 1957 („Nasza Księgarnia”, Warszawa)
- Nad Wielką Rzeką – 1949 (Książnica Śląska, Mikołów); 1951, 1952 („Nasza Księgarnia”, Warszawa); 1957 (Wydawnictwo „Śląsk”, Katowice)
- Osada Kruków – 1953, 1957 („Nasza Księgarnia”, Warszawa)
- Brązowy skarb – 1958 (Wyd. „Śląsk”, Katowice)
- Ród woła – 1951 („Nasza Księgarnia”, Warszawa); 1957 (Wyd. „Śląsk”, Katowice)